# Franz Clam-Gallas
František hrabě z Clam-Gallasu (německy Franz Joseph Christian Maria Graf von Clam-Gallas, 26. července 1854, Liberec – 20. ledna 1930, Frýdlant) byl český šlechtic a velkostatkář. V rodové tradici byl majitelem velkostatků Liberec, Frýdlant, Grabštejn a Lemberk, dále Clam-gallasovského paláce v Praze a ve Vídni. Byl posledním mužským příslušníkem rodu Clam-Gallasů.

## Životopis

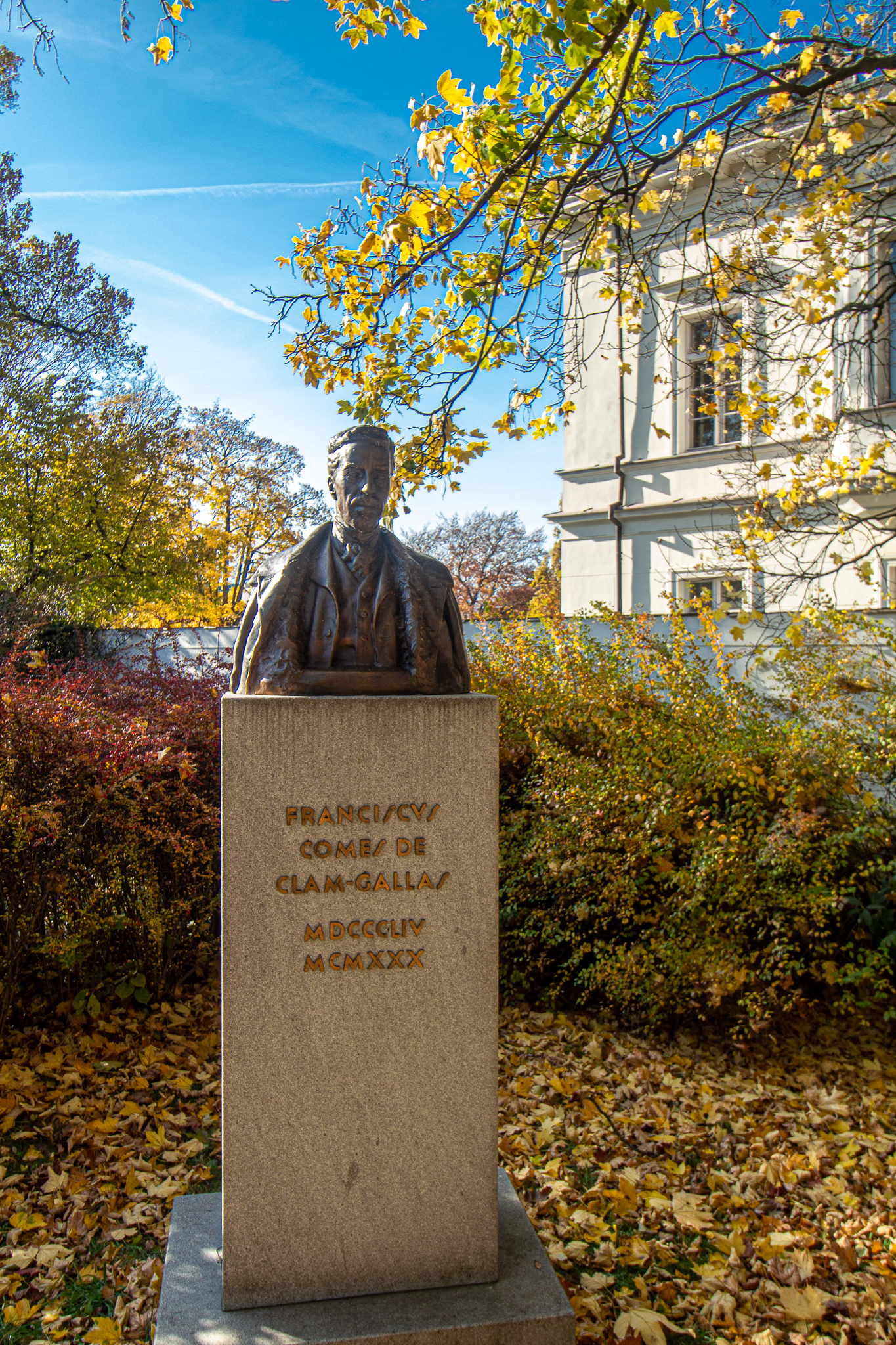
Busta Františka z Clam-Gallasu v parku libereckého zámku

František z Clam-Gallasu byl syn hraběte Eduarda z Clam-Gallasu, rakouského generála pěchoty, a vnuk hraběte Kristiána Kryštofa z Clam-Gallasu, pozemkového vlastníka v severních Čechách, matka Klotylda byla jednou z dědiček vymřelého rodu Ditrichštejnů.
Absolvoval gymnázium na Malé Straně v Praze, poté dva roky studoval práva na univerzitě ve Vídni, další vzdělání si doplnil na zemědělské vysoké škole. Krátce sloužil v armádě, později mimo aktivní službu dosáhl hodnosti rytmistra. Od mládí se částečně podílel na správě rodového majetku, jako samostatné bydlení byl pro něj vyčleněn zámek Grabštejn.
V roce 1879 byl jmenován c. k. komořím a v roce 1901 se stal tajným radou. Od roku 1895 byl též doživotním členem rakouské panské sněmovny. V letech 1901–1913 byl za velkostatkářskou kurii poslancem českého zemského sněmu. Po vzniku Československa se angažoval ve Svazu německých velkostatkářů.
Po celý život se věnoval charitě a podpoře různých oblastí veřejného života v severních Čechách, kde byl čestným členem řady spolků. Podle účetnictví správy velkostatků věnoval na darech různým organizacím, institucím a spolkům téměř tři milióny korun.
Za své zásluhy byl v roce 1898 odměněn řádem císaře Leopolda, za aktivity v rámci Červeného kříže za první světové války na Balkáně obdržel bulharský Řád sv. Alexandra (1917), byl též čestným rytířem Maltézského řádu. Také města Liberec a Hrádek nad Nisou mu udělila čestné občanství.
Přes všechny aktivity v různých sférách veřejného života byl František z Clam-Gallasu především správcem rodového majetku, který převzal po otci v roce 1891. Jednalo se o čtyři velkostatky (Liberec, Frýdlant, Grabštejn, Lemberk), palác v Praze a ve Vídni. Severočeské velkostatky měly rozlohu 31 690 hektarů půdy a Clam-Gallasovi patřilo šesté místo mezi největšími vlastníky půdy v Čechách. Hodnota statků byla počátkem 20. století vyčíslena na více než tři milióny korun s čistým výnosem téměř 400 000 korun ročně. Vzhledem k lokalizaci statků v oblasti Jizerských hor bylo stěžejním předmětem podnikání lesní hospodářství. Kromě toho Clam-Gallas provozoval četné průmyslové podniky jako cihelny, pivovary nebo mlýny. Menší význam mělo zemědělství, kromě toho do výnosu velkostatků spadaly i zisky z podílů na provozování lázní Libverda. Do struktury clam-gallasovských statků významně zasáhla pozemková reforma, jejíž dopady se František z Clam-Gallasu snažil snížit jednáním s četnými úřady prakticky až do své smrti. Po vzniku Československa poskytl svůj pražský palác pro potřeby ministerstva financí, později prodal státu liberecký zámek.
Hrabě František z Clam-Gallasu zemřel 20. ledna 1930 ve věku 75 let na zámku Frýdlant jako poslední mužský potomek rodu Clam-Gallasů. Pohřben byl o týden později za široké účasti veřejnosti v rodové hrobce v Hejnicích.

## Rodina
20. dubna 1882 se ve Vídni oženil s hraběnkou Marií z Hoyos-Sprinzensteinu (12. srpen 1858, Horn – 5. leden 1938, Vídeň), dcerou Arnošta Karla hraběte z Hoyos-Sprinzensteinu a Eleonory Idy Marie hraběnky Paarové. Z manželství se narodilo sedm dcer:
- 1. Kristýna (Christiane, 1886–1947)
  - ∞ Maria Josef z Arco-Zinnebergu (1881–1924)
- 2. Eleonora (Eleanore, 1887–1967)
  - 1. ∞ Karel V. ze Schwarzenbergu (1886–1914)
  - 2. ∞ Zdenko Kinský z Vchynic a Tetova (1896–1975)
- 3. Eduardina (Eduardine, 1889–1970)
  - ∞ Prof. MUDr. Adolf Winkelbauer (1890–1965), morganatický sňatek
- 4. Gabriela (Gabrielle, 1890–1979) – dědička zámku Lemberk
  - ∞ (28. duben 1914) Adolf Karel z Auerspergu (1886–1923)
- 5. Marie (1893–1959) – dědička hradu Grabštejn
  - ∞ Karel Podstatský-Lichtenštejn (1874–1946)
- 6. Klotylda (Clothilde, 1898–1975) – dědička zámku Frýdlant – zůstala svobodná, starala se o ovdovělou matku
- 7. Žofie (Sophie, 1900–1980)
  - ∞ Eduard Rupert z Auerspergu (1893–1948)

Manželka Marie byla poslední, jejíž ostatky byly uloženy v roce 1938 do rodinné hrobky v kostele Navštívení Panny Marie v Hejnicích.

## Galerie

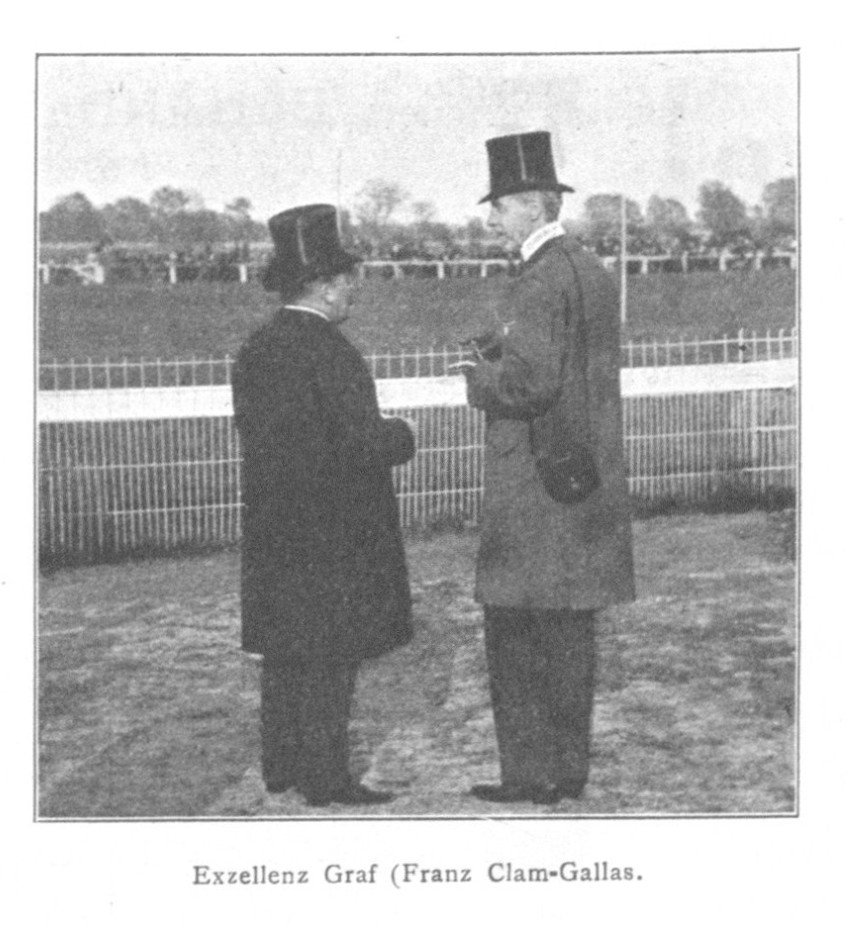
Franz Clam Gallas vpravo kolem roku 1903
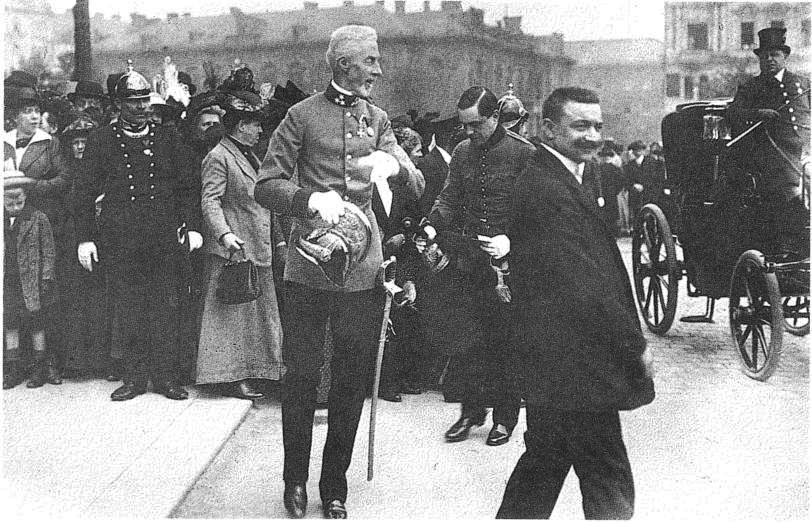
Hrabě František Clam-Gallas (v uniformě) svatbě jedné ze svých sedmi dcer, hraběnky Gabriely Clam-Gallasové s Adolfem Karlem princem z Auerspergu. Svatba se konala ve Vídni 28. dubna 1914, krátce před vypuknutím první světové války.